# Abraham Storck

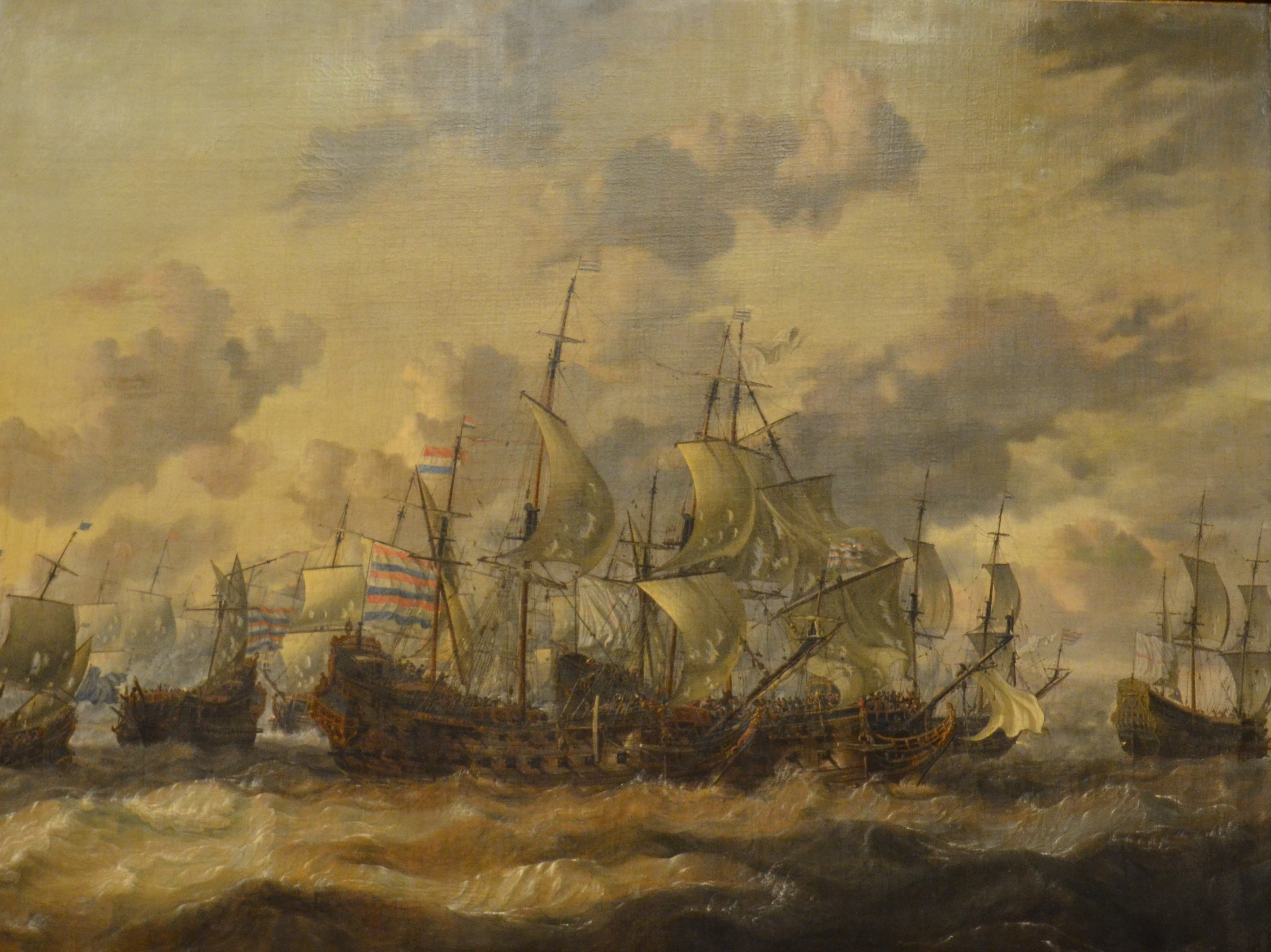
Målning av Abraham Storch på Hallwylska museet i Stockholm

Abraham Storck, född 1644 i Amsterdam, död 1708 i Amsterdam, var en nederländsk landskaps- och marinmålare.
Abraham Storch föddes in i en konstnärsfamilj i Amsterdam, där hans far och tre av hans bröder var målare. Han utbildade sig hos sin far, arbetade tillsammans med honom och blev medlem av Sankt Lukasgillet i Amsterdam. Han använde namnet Sturckenburch till 1688.
Han influerades av Ludolf Bakhuisen, Willem van de Velde d.y. och Jan Abrahamsz Beerstraaten.
År 1694 gifte han sig med Neeltje Pieters van Meyservelt, en änka efter en läkare.